# 莎莉公司
莎莉公司（英語：Sara Lee Corporation），是曾经的一家美國上市公司，成立於1939年，初時主要售賣食糖、咖啡和茶葉等。其後，生意橫向擴展至家庭日用品、內衣內褲、食物和飲品等。
2009年9月25日，聯合利華以12.75億歐元（18.8億美元）收購莎莉公司的全球身體保養與歐洲清潔劑事業，該公司旗下擁有Sanex和Radox等品牌。
2011年8月9日，美國食品制造商拉爾科（Ralcorp）將以5.45億美元收購莎莉公司的北美冷凍面團業務。
2012年7月4日，莎莉公司拆分成兩家公司：一家名為希爾夏品牌（Hillshire Brands），主要在北美地區營運，旗下包含原有銷售麵包等產品的莎莉品牌；另一家名為D·E·布蘭德斯大師1753（D.E Master Blenders 1753），主要經營飲料及麵包等業務的國際市場。
2014年6月10日泰森食品公司每股63美元現金，斥資77億美元收購希爾夏品牌（Hillshire Brands）。連同債務承擔，交易價格為85.5億美元。
2014年7月3日德国莱曼家族旗下投資公司Benckiser以每股12.75美元，斥資98億美元（75億歐元）收購D·E·布蘭德斯大師1753（D.E Master Blenders 1753）

## 主要品牌

### 食品
- 波爾公園法蘭克斯（Ball Park Franks）：熱狗
- 布萊恩食品（Bryan Foods）：肉類
- 希爾夏農場（Hillshire Farm）：肉類
- 吉米·迪恩（Jimmy Dean）：豬肉香腸和肉製品
- 坎斯（Kahn's:）：肉類
- 莎莉：麵包、調味品、熟食奶酪、熟食肉類和冷凍甜食

### 飲料
- 皮洛咖啡（Café Pilão）
- 杜威·埃格伯茨（Douwe Egberts）：咖啡、茶

## 外部連結
- 莎莉官網
- 莎莉老牌廣告